# Park Narodowy Bryce Canyon
Park Narodowy Bryce Canyon (ang. Bryce Canyon National Park) – park narodowy położony w południowo-zachodniej części stanu Utah w Stanach Zjednoczonych. Park został utworzony 15 września 1928 roku. Jego obecna powierzchnia wynosi 145,02 km². Nazwa parku oraz kanionu pochodzi od nazwiska mormońskiego pioniera Ebenezera Bryce'a. W 2012 roku park odwiedziło 1,39 miliona turystów.

## Historia

### Rdzenna ludność indiańska
Najstarsze ślady obecności Indian na Wyżynie Kolorado, na której leży Bryce Canyon pochodzą sprzed 12 tysięcy lat, choć nie znaleziono ich w bezpośrednim sąsiedztwie parku. W okresie od 200 do 1200 roku niedaleko parku zamieszkiwali Indianie z kultur Fremont oraz Anasazi. Indianie Anasazi żyli na terenach położonych na południowy wschód od parku, zaś Indianie Fremont na północny zachód od parku. Od około 1200 roku na obszarze parku zamieszkiwali Indianie z plemienia Pajutów.
Według wierzeń Pajutów, przed Indianami na terenie Bryce Canyon zamieszkiwali „legendarni ludzie”, określani przez Indian jako to-when-an-ung-wa. Było ich wielu i przyjmowali rozmaite formy – ptaków, jaszczurek i innych zwierząt. Nie byli ludźmi, jednak posiadali specjalną moc, która pozwalała im wyglądać jak ludzie. Z niewiadomych powodów, być może dlatego, że walczyli między sobą lub że coś ukradli, legendarni ludzie byli źli. Z tego powodu bóg-kojot pozamieniał ich wszystkich w skały. Niektóre postacie stoją w rzędach, inne siedzą, jeszcze inne obejmują się nawzajem. Ich twarze pomalowane są na czerwono, skąd bierze się nazwa angka-ku-wass-a-wits, którą Pajutowie nazywają kanion, a która oznacza „twarze pomalowane na czerwono”.

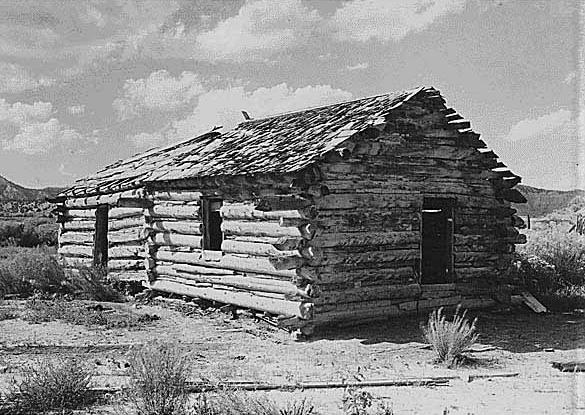
Oryginalna chata Ebenezer'a Bryce'a, zdjęcie z około 1881 roku

### Pierwsi osadnicy
Pierwsi Europejczycy w okolice obecnego parku przybyli w drugiej połowie XIX wieku. W 1874 roku grupa rodzin założyła miasteczko Clifton, do którego rok później przybył osadnik Ebenezer Bryce wraz z rodziną. Wkrótce jednak przeprowadził się w górę rzeki, gdzie wybudował kilkukilometrowy kanał irygacyjny oraz drogę, która umożliwiała mu lepszy dostęp do drewna w okolicznych lasach i kończyła się na krawędzi kanionu. Lokalna ludność zaczęła nazywać ją kanionem Bryce'a (ang. Bryce’s Canyon). Choć Ebenezer Bryce wraz z rodziną  w 1880 roku przeprowadził się do Arizony, ta  jednak nazwa przylgnęła do kanionu na dobre. W 1877 roku mieszkańcy opuścili Clifton, i założyli dwie nowe osady, Cannonville i Henrieville. Z kolei w 1891 roku założono pobliskie miasteczko Tropic.

### Utworzenie parku
Turyści z Salt Lake City zaczęli masowo odwiedzać kanion w 1919 roku. Para lokalnych przedsiębiorców, Ruby and Minnie Syrett, wypożyczali im namioty i podawali posiłki w pobliżu Sunset Point. W 1920 roku para wybudowała tam schronisko oraz kilka niewielkich kabin. W 1923 roku Union Pacific Railroad odkupiło od nich budynki, a państwo Syrett wybudowali nową, istniejącą do dziś, popularną gospodę Ruby’s Inn na północ od granic parku.
Dekretem prezydenta Warrena Hardinga z 8 czerwca 1923 roku na powierzchni 30,11 km² ustanowiono pomnik narodowy pod nazwą Bryce Canyon National Monument. Rok później, 7 czerwca 1924 roku, Kongres przegłosował ustawę, która podnosiła rangę pomnika do parku narodowego, w chwili gdy cały wchodzący w jego skład obszar należeć będzie do rządu federalnego. Na przestrzeni kolejnych lat trwał odkup ziem i ostatecznie park oficjalnie powstał 15 września 1928 roku.

### Rozwój parku
W 1930 roku ukończono budowę tunelu Zion-Mount Carmel, co ułatwiło znacznie podróżowanie pomiędzy Bryce Canyon a Parkiem Narodowym Zion, północną częścią Parku Narodowego Wielkiego Kanionu oraz pomnikiem narodowym Cedar Breaks. Pociągi dowoziły turystów do Cedar City, a stamtąd do czterech parków rozwoziły ich autobusy.
W 1931 roku na mocy dwóch dekretów prezydenta Herberta Hoovera powierzchnia parku została powiększona do obecnych 145,02 km². W tym samym roku park wybudował ponad 7 km szlaków pieszych i konnych, między innymi szlaki z Sunset Point do Bryce Point, z Bryce Point do Peek-a-boo Canyon i z Sunrise Point do Campbell Canyon. W 1934 roku prywatna firma wybudowała drogę do Rainbow Point. Infrastrukturę parku budowano w latach 30. Powstały wówczas parkingi, kempingi, płoty wyznaczające granice parku, wytyczono szlak  Fairyland Trail oraz punk widokowy na Rainbow Point.

## Geologia
Wbrew swojej nazwie, Bryce Canyon nie jest prawdziwym kanionem, ponieważ nie płynie przez niego rzeka. Niecka w kształcie amfiteatru powstała na skutek erozji termicznej i chemicznej. Przez ponad 200 dni w roku w ciągu doby na terenie parku występują zarówno temperatury dodatnie i ujemne. W ciągu dnia woda wpływa w drobne szczeliny skalne i zamarza w ciągu nocy powiększając swoją objętość o około 9% i wytwarzając w ten sposób naprężenia przekraczające nawet 1 milion kilopaskali. Ten cykl zamrożeń i rozmrożeń powoduje rozpadanie się skał. Ponadto woda deszczowa ma odczyn kwasowy, dzięki czemu rozpuszcza wapienne skały. Oba procesy odpowiedzialne są za powstawanie formacji skalnych powszechnych na terenie parku. Szacuje się, że erozja przebiega w tempie 60-130 cm na 100 lat.

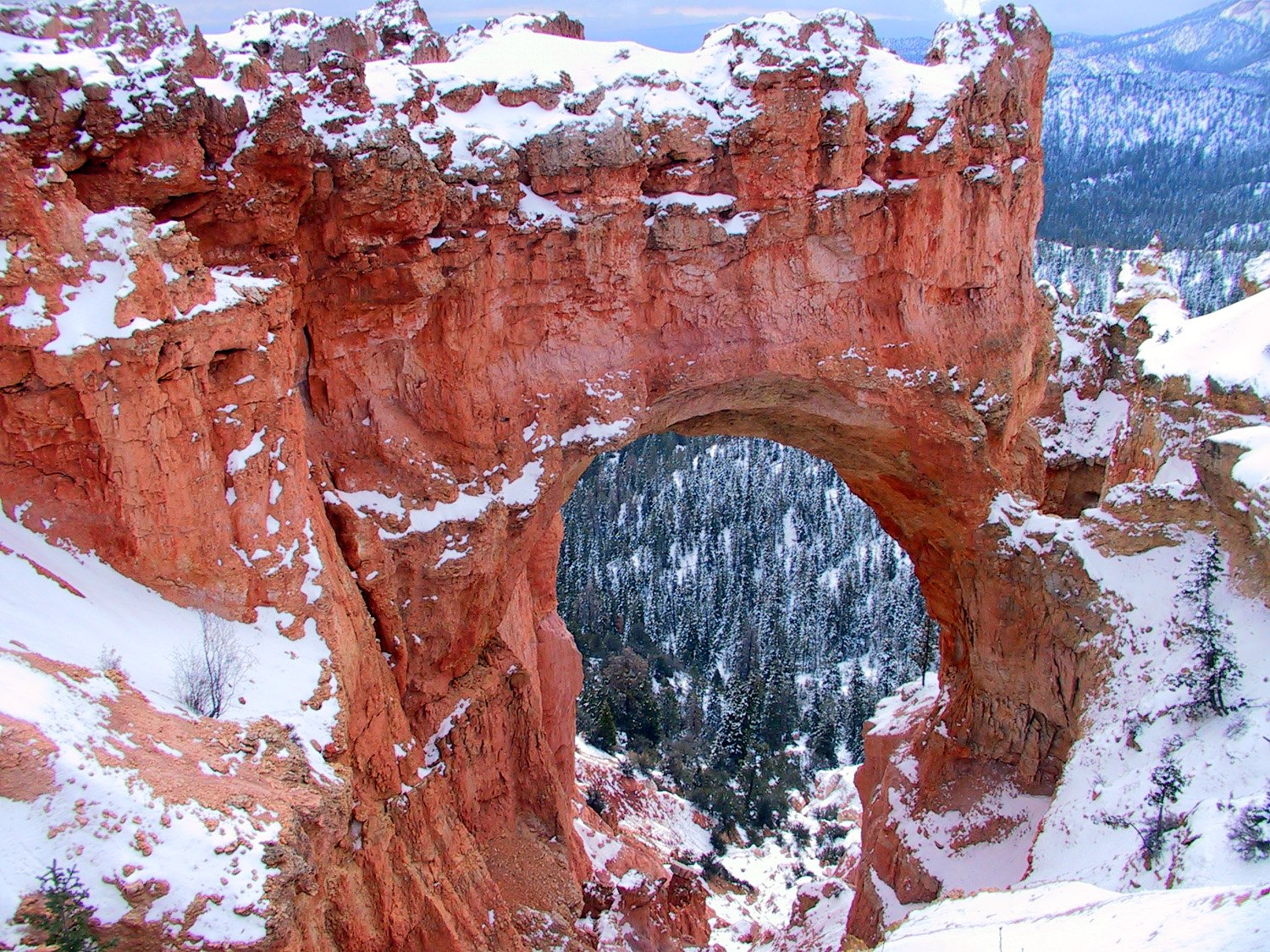
Most skalny Natural Bridge

Formacje skalne na terenie parku są różnorodne i wiele z nich ma nazwy własne. Do najbardziej popularnych należą iglice skalne zwane hoodoo. Zbudowane są one z wapienia i mają od 1,5 do 45 metrów wysokości. Do najbardziej znanych należą formacje nazwane Thor's Hammer (Młot Thora), The Hunter (Myśliwy) i Queen Victoria (Królowa Victoria).
Na terenie parku występują również setki naturalnych okien i łuków skalnych. Ich średnice wynoszą od 1 do 19 metrów. Największym i łatwo dostępnym łukiem jest Natural Bridge (Naturalny Most), który dobrze widać z jednego z punktów widokowych przy głównej drodze w parku.

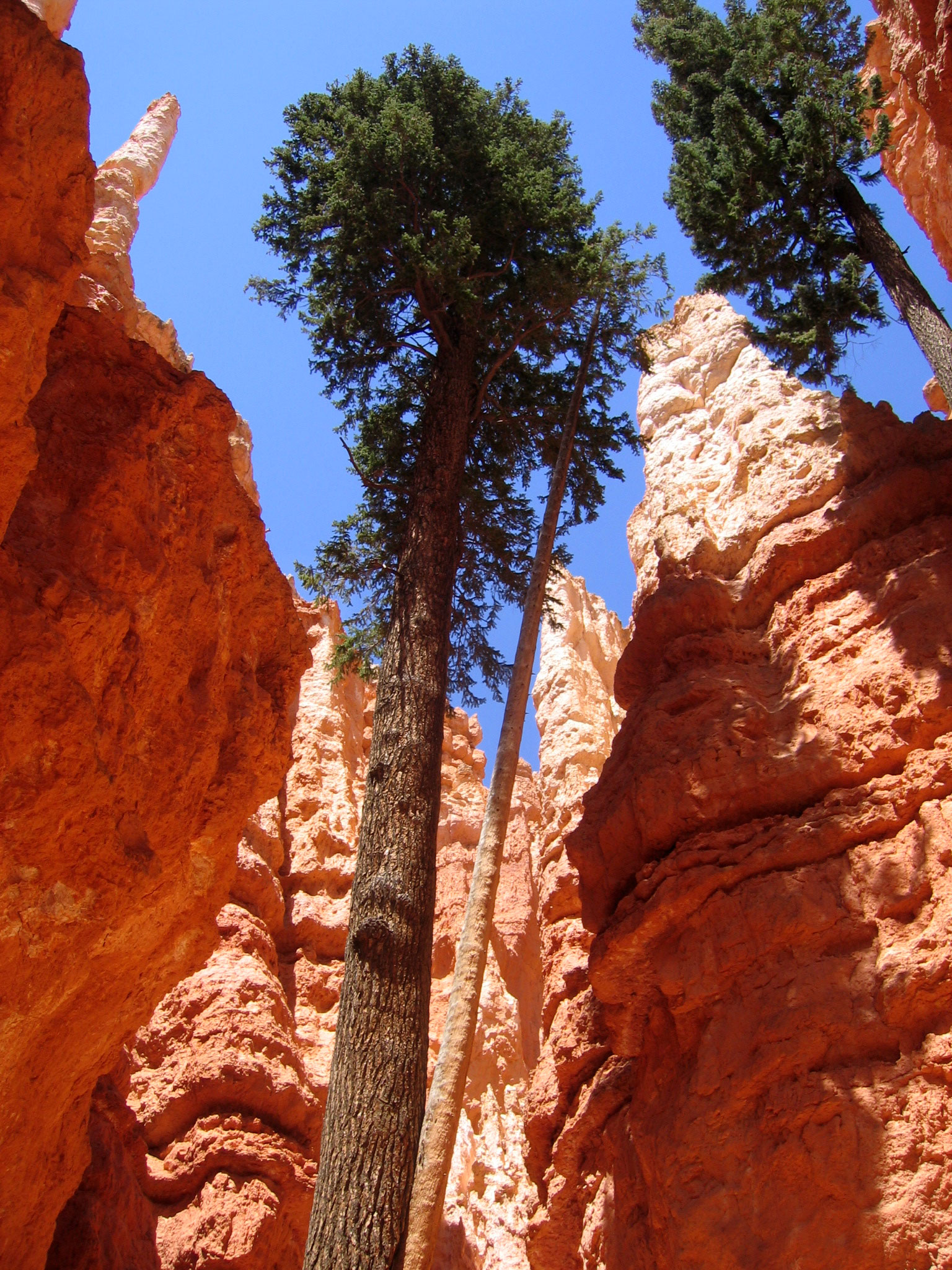
Jedlica rosnąca w szczelinie Wall Street

Wreszcie na terenie parku znajdują się liczne tzw. slot canyons. Są to wąskie i stosunkowo głębokie szczeliny skalne. Mają zazwyczaj od 100 do 300 metrów długości, 30 do 60 metrów głębokości i do 5 metrów szerokości. Jednym z najbardziej popularnych jest Wall Street, przez który prowadzi szlak Navajo Loop Trail.

## Flora
Na terenie parku występują m.in.: świerk kłujący, jedlica, jodła kalifornijska, świerk Engelmanna, sosna giętka, sosna długowieczna, wierzba.

## Fauna
Na terenie Parku Narodowego Bryce Canyon występuje wiele dzikich gatunków, wśród których można wymienić: orła, kojota, pumę, świstaka, susła, sowę.

## Turystyka
Infrastruktura turystyczna Parku Narodowego Bryce Canyon jest stosunkowo dobrze rozwinięta. Park posiada dwa kempingi oraz kilkadziesiąt kilometrów szlaków turystycznych o zróżnicowanym stopniu trudności. W parku możliwe jest również uprawianie narciarstwa.